# Bible Adventures
Bible Adventures ist eine christlich orientierte Jump-’n’-Run-Videospielsammlung des Unternehmens Wisdom Tree, das im Jahr 1991 erstmals für das Nintendo Entertainment System veröffentlicht wurde. Im Jahr 1995 erfolgte ein Re-Release für den Sega Mega Drive. Das Spiel basiert lose auf drei Geschichten aus der Bibel.

## Spielinhalt
Das Spiel besteht aus drei Teilen, die auf Geschichten aus dem Alten Testament basieren.

### Noahs Ark
In der Episode Noahs Ark muss Noah innerhalb von vier Leveln jeweils ein männliches und ein weibliches Tier jeder Gattung einsammeln und zur Arche bringen. Noahs Gesundheitszustand kann durch Schlangen in den Bäumen reduziert werden. Findet Noah hingegen einen Bibelvers oder einen Spieletipp, wird sein Gesundheitszustand wieder aufgefüllt.

### Baby Moses
Mirjam, Moses Schwester, möchte ihren Bruder Mose vor der Ermordung durch die Soldaten des Pharaos retten. Aus diesem Grund bringt sie ihren Bruder zum Nil, um ihn in einem Weidenkörbchen auszusetzen und so vor dem sicheren Tod zu retten. Allerdings wird sie von den Soldaten erwartet, die versuchen, Moses in den Nil zu werfen. Sollte Mirjam ohne ihren Bruder ans Ziel kommen, bekommt der Spieler den Text „Good work, but you forgot Baby Moses“ angezeigt und er muss es nochmals durchspielen.
Dieser Teil des Spiels ist vergleichbar mit dem Spiel Super Mario Bros. 2, in dem Gemüse von Mario auf ähnliche Art und Weise herumgetragen wird wie Moses.

### David and Goliath
In David and Goliath übernimmt der Spieler die Rolle von David, der versucht, seine verlorenen Schafe nach Hause in den Stall zu bringen. Das Konzept dieses Teils basiert eigentlich auf dem ersten Teil des Spiels. Allerdings erhält der Spieler nach diesem Abschnitt die Möglichkeit, sich bewaffnet mit einer Schleuder Goliath zu stellen und ihn zu besiegen.

## Hintergrundinformationen
Das Spiel benutzt für den Titelscreen die Melodie von Jesus bleibet meine Freude von Johann Sebastian Bach. Das Spiel erreichte den 19. Platz in der Seanbaby Rangliste Crapstravaganza: The 20 Worst Games of All Time, die im Magazin Electronic Gaming Monthly und im Internet veröffentlicht wurde. Außerdem wurde das Spiel vom Angry Video Game Nerd in seinem Weihnachtsspecial Bible Games vorgestellt.
Das Spiel wurde später für den PC umgesetzt.